# Associació de Futbol de les Illes Cook
L'Associació de Futbol de les Illes Cook, també coneguda per les sigles CIFA (en anglès: Cook Islands Football Association) és l'òrgan de govern del futbol a les Illes Cook. La CIFA va ser fundada l'any 1971 i, l'any 1994, va afiliar-se a la Confederació de Futbol d'Oceania (OFC) i a la Federació Internacional de Futbol Associació (FIFA).
La CIFA és la responsable d'organitzar el futbol de totes les categories, incloses les de futbol femení, futbol sala, futbol platja i l'equip nacional absolut o Selecció de futbol de les Illes Cook (en anglès: Cook Islands national futbol team).
El 1950 es va crear la Cook Islands Round Cup, que és la principal competició de lliga de les Illes Cook. El guanyador accedeix a la fase preliminar de la Lliga de campions de l'OFC.
El mateix any també es va crear la Cook Islands Cup, que és la competició anual per eliminatòria directa entre els principals clubs de les Illes Cook.
La CIFA és una de les associacions membres més petites de la FIFA amb poc més de 15.000 habitants.